# 30. март
30. март (30.03) је 89. дан у години по грегоријанском календару (90. у преступној години). До краја године има још 276 дана.

## Догађаји
- 1282 — Сицилијанци су почели да се буне против владавине краља Карла I Анжујског и тиме почели Рат Сицилијанске вечерње.
- 1814 — Британци и њихови савезници у рату против Наполеона Бонапарте тријумфално ушли у Париз.
- 1842 — Амерички лекар Крафорд Лонг први пут употребио етар као анестетик приликом хируршке интервенције у болници у Џеферсону у Џорџији.
- 1856 — У Паризу мировним уговором окончан Кримски рат, вођен од 1853. између Русије и Османског царства.
- 1863 — Принц Вилијам, млађи син данског краља Кристијана IX, постао краљ Грчке као Ђорђе I.
- 1867 — Државни секретар САД Вилијам Сјуард је уговорио куповину Аљаске од Русије за 7,2 милиона долара, односно 4,19 долара по квадратном километру.
- 1912 — Султан Абделхафид потписао је са Француском споразум из Феза, чиме је Мароко као протекторат прикључен француским колонијалним поседима.
- 1941 — Адолф Хитлер у Берлину одржао Генералску конференцију ~ „Генерал-Ферзамлунг” о нападу на СССР.
- 1945 — Јапан је поставио Ванга Ђингвеја за председника марионетске владе у Кини.
- 1945 — Совјетска армија у Другом светском рату заузела пољску балтичку луку Данциг, данас Гдањск.
- 1967 — НАТО је затворио војне штабове у Француској пошто је председник Шарл де Гол одлучио да повуче земљу из тог савеза.
- 1972 — Велика Британија је ставила Северну Ирску под директну британску управу. Суспендован северноирски парламент и влада Унионистичке странке Брајана Фокнера.
- 1973 — Повлачењем последњих америчких трупа и ослобађањем заробљеника формално завршено војно ангажовање САД у Вијетнамском рату.
- 1979 — Иранци на референдуму убедљивом већином изгласали успостављање Исламске републике.
- 1981 — Џон Хинкли млађи је покушао да убије председника САД Роналда Регана, који је прошао са лакшим повредама.
- 1987 — Слика Ван Гога „Сунцокрети“ продата на аукцији у Лондону за 39,7 милиона долара.
- 1997 — У бомбашком нападу током политичког скупа у главном граду Камбоџе Пном Пену убијено 10 и повређено више од 100 људи, међу њима и водећи камбоџански опозициони политичари.
- 2003 — У америчкој држави Њујорк забрањено пушење у ресторанима и баровима.
- 2005 — У егзилу у Јужној Африци умро Милтон Оботе, први лидер Уганде након стицања независности.
- 2008 — Бивши председник и дугогодишњи мировни посредник Марти Ахтисари добио Нобелову награду за мир. Ахтисари је био посредник UN-a у преговорима о статусу Косова.

## Рођења
- 1432 — Мехмед II Освајач, османски султан. (прем. 1481)[1]
- 1746 — Франсиско Гоја, шпански сликар. (прем. 1828)[2]
- 1853 — Винсент ван Гог, холандски сликар. (прем. 1890)[3]
- 1894 — Сергеј Иљушин, руски конструктор авиона. (прем. 1977)[4]
- 1930 — Џон Астин, амерички глумац.[5]
- 1937 — Ворен Бејти, амерички глумац, редитељ, продуцент и сценариста.[6]
- 1940 — Џери Лукас, амерички кошаркаш.[7]
- 1945 — Ерик Клептон, енглески музичар, најпознатији као гитариста.[8]
- 1949 — Лене Лавич, енглеско-америчка музичарка.[9]
- 1950 — Роби Колтрејн, шкотски глумац и писац. (прем. 2022)[10]
- 1960 — Бил Џонсон, амерички алпски скијаш.[11]
- 1964 — Трејси Чепмен, амерички музичар.[12]
- 1965 — Карел Новачек, чешки тенисер.[13]
- 1968 — Селин Дион, канадска музичарка.[14]
- 1971 — Карлтон Мајерс, италијанско-енглески кошаркаш.[15]
- 1972 — Карел Поборски, чешки фудбалер.[16]
- 1973 — Јан Колер, чешки фудбалер.[17]
- 1976 — Бернардо Коради, италијански фудбалер.[18]
- 1979 — Дос Сантос, туниски фудбалер.
- 1979 — Анатолиј Тимошчук, украјински фудбалер и фудбалски тренер.[19]
- 1979 — Нора Џоунс, америчка музичарка и глумица.[20]
- 1980 — Катрин Лунде, норвешка рукометашица.
- 1982 — Филип Мексес, француски фудбалер.[21]
- 1983 — Ана Марковић, српска глумица.[22]
- 1984 — Марио Анчић, хрватски тенисер.[23]
- 1984 — Саманта Стосур, аустралијска тенисерка.[24]
- 1985 — Александар Јевтић, српски фудбалер.[25]
- 1986 — Серхио Рамос, шпански фудбалер.[26]
- 1989 — Тамара Драгичевић, српска глумица.[27]
- 1989 — Жоао Соуза, португалски тенисер.[28]
- 1991 — НФ, амерички хип хоп музичар.
- 1994 — Лукас Лекавичијус, литвански кошаркаш.[29]
- 1994 — Јанис Папапетру, грчки кошаркаш.

## Смрти
- 1912 —
  - Осман Ђикић, књижевник и публициста. (рођ. 1879)[30]
  - Карл Мај, немачки књижевник. (рођ. 1842)[31]
- 1950 — Леон Блум, француски политичар и државник. (рођ. 1872)[32]
- 1983 — Родољуб Чолаковић, револуционар, политичар и књижевник. (рођ. 1900)[33]
- 1986 — Џејмс Кегни, амерички филмски глумац. (рођ. 1899)[34]
- 1995 — Милан Цмелић, сликар. (рођ. 1925)[35]
- 1997 — Милена Тањга, новинар и модни креатор.(рођ. 1950)[36]
- 1998 — Стојан Светозаревић, солунски ратник. (рођ. 1896)[37]
- 2000 — Рудолф Кирхшлегер, бивши председник Аустрије. (рођ. 1915)[38]
- 2003 — Еуген Истомин, амерички пијаниста
- 2004 — Алистер Кук, сарадник британске радио-телевизије ББЦ.[39]
- 2005 — Мирослав Беловић, позоришни редитељ. (рођ. 1927)[40]

## Празници и дани сећања
- Српска православна црква слави:
  - Светог Алексија
  - Светог мученика Марина